# 弗拉德基诺站 (谢尔普霍夫-季米里亚泽夫线)
弗拉德金諾站（羅馬化：Vladykino）是莫斯科地鐵謝爾普霍夫－季米里亞澤夫線的一個車站。弗拉德金諾站的深度為地下10.5米，車站有多達40根柱子。

## 外部連結
- metro.ru （页面存档备份，存于）